# Masum Türker
Masum Türker (ur. 18 marca 1951 w Mardinie) – turecki polityk i finansista, deputowany i minister, w latach 2009–2015 przewodniczący Partii Lewicy Demokratycznej (DSP).

## Życiorys
Ukończył studia z zarządzania na Uniwersytecie Stambulskim, odbył też studia doktoranckie w instytucie nauk społecznych na tej uczelni. Doktorat z rachunkowości uzyskał na macierzystym uniwersytecie w 2003. Od drugiej połowy lat 60. zawodowo związany z sektorem księgowym, na początku lat 70. zaczął pracować jako doradca finansowy. Działał w różnych organizacjach zawodowych skupiających biegłych rewidentów i doradców finansowych. Przez kilka lat prowadził wykłady na Uniwersytecie Gazi. Był redaktorem naczelnym czasopism „Nokta” i „Ekonomik Trend”, a także przewodniczącym stowarzyszenia właścicieli gazet. Wchodził w skład zarządów przedsiębiorstw sektora wydawniczego i bankowego.
W 1989 został radnym stambulskiej dzielnicy Sarıyer z ramienia Partii Ojczyźnianej. Był później wiceprzewodniczącym ugrupowania DMP Bedrettina Dalana oraz kandydatem Partii Słusznej Drogi do parlamentu. Mandat deputowanego do Wielkiego Zgromadzenia Narodowego Turcji uzyskał w 1999 z ramienia Partii Lewicy Demokratycznej, wykonywał go do 2002. W 2002 przez kilka miesięcy sprawował urząd ministra stanu w rządzie Bülenta Ecevita.
W latach 2008–2010 kierował TÜRMOB, związkiem tureckich izb biegłych rewidentów i doradców finansowych. Był sekretarzem generalnym DSP, a w maju 2009 stanął na czele tego ugrupowania. Funkcję przewodniczącego partii pełnił do 2015, kiedy to zastąpił go Önder Aksakal.